# M4 (ракета)
М4 (англ. MSBS M4) — французская твердотопливная трехступентачатая баллистическая ракета для вооружения подводных лодок. Оснащалась разделяющейся головной частью с блоками индивидуального наведения. Носителями ракет М4 являлись атомные подводные ракетоносцы типа «Le Redoutable» с 16 ракетами на борту. Принята на вооружение в мае 1985 года. Первой ракеты получила новая подводная лодка «Le Inflexible», шестая типа «Le Redoutable», вошедшая в строй в апреле 1985 года. В 1987-1993 году на четырёх лодках типа «Le Redoutable» (кроме головной) ракеты М20 были заменены на М4.

## Тактико-технические характеристики
|                        | M-4A             | M-4B             | M-45             |
| ---------------------- | ---------------- | ---------------- | ---------------- |
| Принятие на вооружение | май 1985         | 1987             | март 1997        |
| стартовый вес, тонн    | 35               | 35               | 35               |
| длина, м               | 11,05            | 11,05            | 11,05            |
| диаметр, м             | 1,93 м           | 1,93 м           | 1,93 м           |
| дальность стрельбы, км | 4000             | 5000             | 6000             |
| КВО, м                 | 500              | 500              | 350              |
| оснащение              | 6 TN-70 (150 кТ) | 6 TN-71 (150 кТ) | 6 TN-75 (100 кТ) |
| управление             | ИНС              | ИНС              | ИНС              |

## Сравнительная оценка
| ТТХ                               | Посейдон С3                             | Посейдон С3                             | Р-29Р         | Р-29Р         | Трайдент I С4                                  | М4B                       |
| Страна                            | США                                     | США                                     | СССР          | СССР          | США                                            | Франция                   |
| --------------------------------- | --------------------------------------- | --------------------------------------- | ------------- | ------------- | ---------------------------------------------- | ------------------------- |
| Год принятия на вооружение        | 1970                                    | 1970                                    | 1977          | 1978          | 1979                                           | 1987                      |
| Носитель (ПЛАРБ)                  | тип «Лафайет» (1-я, 2-я и 3-я подсерии) | тип «Лафайет» (1-я, 2-я и 3-я подсерии) | проект 667БДР | проект 667БДР | тип «Огайо» тип «Лафайет» (2-я и 3-я подсерии) | тип «Le Redoutable»       |
| Текущее состояние                 | Снята с вооружения в 1994               | Снята с вооружения в 1994               | На вооружении | На вооружении | Снята с вооружения в 2005                      | Снята с вооружения в 2008 |
| Максимальная дальность, км        | 5600                                    | 4600                                    | 6500          | 6500          | 7400                                           | 5000                      |
| Забрасываемый вес, кг             | 2000                                    | 2000                                    | 1650          | 1650          | 1280                                           |                           |
| Тип головной части                | РГЧ ИН                                  | РГЧ ИН                                  | РГЧ ИН        | РГЧ ИН        | РГЧ ИН                                         | РГЧ ИН                    |
| Количество×мощность боевых блоков | 6×50 кт                                 | 10×50 кт                                | 3×200 кт      | 7×100 кт      | 6×100 кт                                       | 6×150 кт                  |
| КВО, м                            | 800                                     | 800                                     | 900           | 900           | 360                                            | 500                       |
| Стартовая масса, т                | 29,5                                    | 29,5                                    | 35,3          | 35,3          | 32,3                                           | 35                        |
| Длина, м                          | 10,36                                   | 10,36                                   | 14,1          | 14,1          | 10,3                                           | 11,05                     |
| Диаметр, м                        | 1,88                                    | 1,88                                    | 1,8           | 1,8           | 1,88                                           | 1,93                      |
| Количество ступеней               | 2                                       | 2                                       | 2             | 2             | 3                                              | 2                         |
| Тип двигателя                     | РДТТ                                    | РДТТ                                    | ЖРД           | ЖРД           | РДТТ                                           | РДТТ                      |
| Тип старта                        | сухой                                   | сухой                                   | мокрый        | мокрый        | сухой                                          | сухой                     |